# Olga Michajlova
Olga Ilinitsjna Michajlova (Russisch: Ольга Ильинична Михайлова; geboortenaam: Мокрова; Mokrova) (Moskou, 7 februari 1967) is een Russische basketbalspeelster, die speelde voor het nationale team van Rusland. Ze is Meester in de sport van Rusland, Internationale Klasse.

## Carrière
Michajlova speelde haar hele carrière voor Dinamo Moskou, die begon in 1986. Ze werd met die club één keer Landskampioen van Rusland in 1998. In 1998 stopte Michajlova met basketballen.
Michajlova speelde met Rusland op het Europees kampioenschap in 1993. Ze werd zevende.

## Erelijst
- Landskampioen Rusland: 1
  - Winnaar: 1998
  - Tweede: 1996
  - Derde: 1995, 1997